# Dorfkirche Wiepersdorf (Schönewalde)

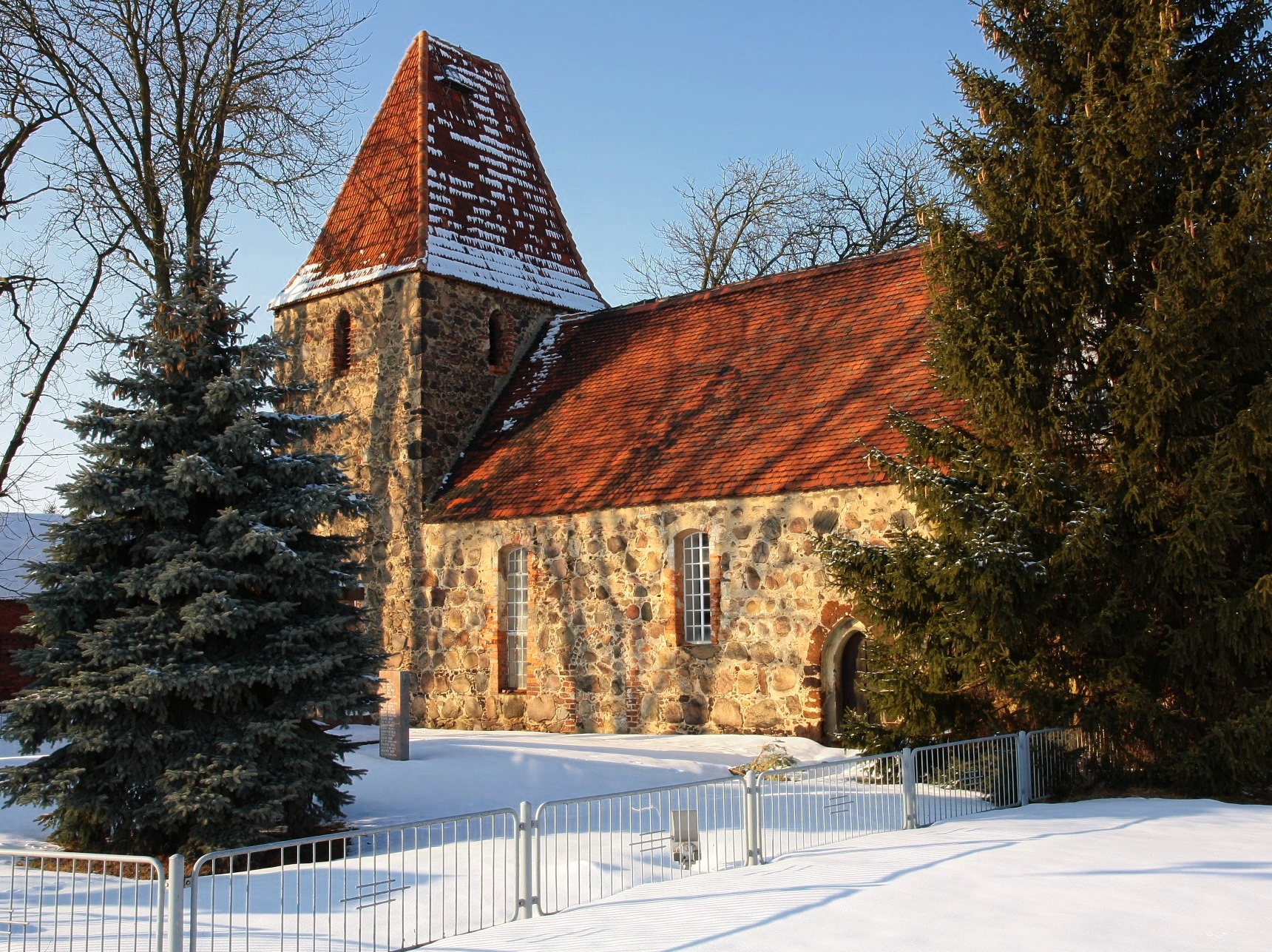
Dorfkirche Wiepersdorf (Schönewalde)

Die evangelische, denkmalgeschützte Dorfkirche Wiepersdorf steht in Wiepersdorf, einem Ortsteil der Stadt Schönewalde im Landkreis Elbe-Elster in Brandenburg. Die Kirchengemeinde gehört heute zum Kirchengemeindeverband Schönewalde im Kirchenkreis Bad Liebenwerda der Evangelischen Kirche in Mitteldeutschland.

## Beschreibung
Die Feldsteinkirche wurde in der zweiten Hälfte des 13. Jahrhunderts gebaut. Sie besteht aus einem Langhaus mit geradem Abschluss im Osten, das mit einem Satteldach bedeckt ist, und einem im 14. Jahrhundert im Westen angefügten querrechteckigen Kirchturm, der nur an der Südseite mit dem Langhaus bündig abschließt und mit einem hohen Walmdach bedeckt ist. Sein oberstes Geschoss beherbergt hinter den nach allen vier Seiten gerichteten Klangarkaden den Glockenstuhl, in dem eine 1922 gegossene Eisenhartgussglocke hängt. Das spitzbogige, gestufte Portal an der Südseite ist mit Raseneisensteinen eingefasst, das zugesetzte weiter westlich liegende mit Backsteinen. Die Fenster wurden im 18. Jahrhundert stichbogig vergrößert.
Der mit einer Holzbalkendecke überspannte Innenraum hat im Westen und im Norden je eine Empore, auf der im Westen steht die von Friedrich Gerhardt 1876 gebaute Orgel.